# مسروق (فلم أسترالي 2009)
"مسروق هو فيلم وثائقي أسترالي إنتاج عام 2009 يكشف عن العبودية في مخيمات اللاجئين الصحراويين التي تسيطر عليها جبهة البوليساريو الواقعة في الجزائر وفي المنطقة المتنازع عليها في الصحراء الغربية التي يسيطر عليها المغرب، الفيلم من تأليف وإخراج فيوليتا أيالا ودان فالشو. كان عرضه العالمي الأول في مهرجان سيدني السينمائي 2009، حيث بدأ الجدل بعد أن نقلت جبهة تحرير البوليساريو إحدى المشاركين في الفيلم الوثائقي - وهي "فتيم"، صحراوية سوداء - إلى أستراليا لتقول إنها ليست أمة. بدأت البوليساريو حملة دولية ضد الفيلم، معترفة بأنها لا تتغاضى عن العبودية وتحتاج إلى حماية صورتها على المسرح العالمي لدعم نضالها من أجل الاستقلال. أصدرت مقطع فيديو خاصًا بها يدين السرقة، حيث يقول العديد من الأشخاص الذين قابلتهم أيالا وفالشو إنهم تعرضوا للإكراه أو الدفع من قبل الثنائي الأسترالي. في 2 مايو 2007، عندما تم اعتقال المصورين في مخيمات اللاجئين أيالا وفالشاو من قبل جبهة البوليساريو وبعثة الأمم المتحدة للاستفتاء في الصحراء الغربية ووزارة الشؤون الخارجية الأسترالية التفاوض إطلاق سراحهم. علمت مراسلون بلا حدود أن "مسؤولي جبهة البوليساريو انتقدوا الاهتمام الذي أبداه الصحفيان بأفراد سود من السكان الصحراويين. وقالت أيالا لمنظمة حرية الصحافة إنها شاهدت حالات استرقاق. وقالت: "حقيقة أنهم يقاتلون من أجل استقلالهم لا تعني أن قادة البوليساريو يمكنهم السماح لأنفسهم بارتكاب مثل هذه الانتهاكات لحقوق الإنسان". ومن واجبنا كصحفيين أن ندين مثل هذه الممارسات. في الأصل ذهبنا إلى هناك للعمل على مشكلة العائلات المشتتة. لكن أثناء إقامتنا، شهدنا مشاهد عبودية ".
في عام 2008 نشرت هيومن رايتس ووتش تقريراً يؤكد أن آثار العبودية لا تزال تؤثر على الأقلية السوداء في مخيمات اللاجئين في البوليساريو وفي الصحراء الغربية، وتضمن التقرير وثيقة عتق موقعة من وزارة الشؤون الدينية والثقافية في البوليساريو.
عرض «مسروق» في أكثر من 80 مهرجان سينمائي في جميع أنحاء العالم بما في ذلك مهرجان تورونتو السينمائي الدولي لعام 2009، ومهرجان الفيلم الوثائقي الدولي أمستردام، ومهرجان سياتل، ومهرجان غلاسكو السينمائي، ومهرجان ملبورن السينمائي الدولي، ومهرجان فيلم واحد العالمي، ومهرجان أفلام منظمة العفو الدولية.
تم عرض الفيلم لأول مرة في جميع أنحاء البلاد في 26 فبراير على بي بي إس 2013 بتقرير خاص نقله الصحفي فيليب مارتن تضمن مقابلة بقيادة الصحفي في كالي كروسلي مع المخرجين، تليها حلقة نقاش حول ما إذا كانت العبودية موجودة في الصحراء الغربية مع إريك غولدشتاين (نائب المدير) بقسم الشرق الأوسط وشمال أفريقيا بهيومن رايتس ووتش، ومادلين كامبل (أستاذة الدراسات الحضرية في جامعة ولاية ورسيستر)، وباكاري تانديا (ناشط موريتاني مناهض للعبودية).

## الجوائز
- جائزة أفضل فيلم وثائقي طويل في مهرجان عموم أفريقيا للسينما والفنون لعام 2010 بلوس أنجلوس، الولايات المتحدة الأمريكية [5]
- أفضل مونتاج وتنويه خاص في العرض الأول لفيلم نيوزيلندي في مهرجان الحافة الوثائقية 2010 [6]
- أفضل فيلم دولي في مهرجان رينكون السينمائي الدولي في بورتوريكو 2010 [7]
- جائزة الزيتون الفضية من تلفزيون «إكس في» الدولي في مهرجان 2010 في مونتينيغرو [8]
- أفضل فيلم في مهرجان 2010 كوينكا السينمائي الدولي، الإكوادور [9]
- الجائزة الكبرى لفن التوثيق في مهرجان الوسائط المتعددة 2010 لفن الوثيقة، وارسو، بولندا [10]
- أفضل فيلم وثائقي في مهرجان أفريقيا السينمائي الدولي 2010، بورت هاركورت، نيجيريا [11]
- جائزة أوسكار الذهبية لأفضل فيلم وثائقي في 2010 مهرجان أنكوراج السينمائي الدولي، ألاسكا، الولايات المتحدة الأمريكية [12]
- جائزة شرفية في مهرجان أوجاي السينمائي لعام 2010، أوجاي، الولايات المتحدة الأمريكية [13]
- جائزة الجمهور البرونزية في مهرجان منظمة العفو الدولية السينمائي لعام 2010، فانكوفر، كندا [14]